# موسوي (النرويج)
موسوي (بالنرويجية: Måsøy)‏ هي بلدية في مقاطعة فينمارك، النرويج. المركز الإداري للبلدية هي قرية هافويسوند. من بين القرى الأخرى في البلدية إينغوي، وموسوي، وشلوتن، وغونارنيس.

## المناخ
يظهر الجدول التالي التغييرات المناخية على مدار السنة لموسوي:
| البيانات المناخية لـموسوي                  | البيانات المناخية لـموسوي | البيانات المناخية لـموسوي | البيانات المناخية لـموسوي | البيانات المناخية لـموسوي | البيانات المناخية لـموسوي | البيانات المناخية لـموسوي | البيانات المناخية لـموسوي | البيانات المناخية لـموسوي | البيانات المناخية لـموسوي | البيانات المناخية لـموسوي | البيانات المناخية لـموسوي | البيانات المناخية لـموسوي | البيانات المناخية لـموسوي |
| الشهر                                      | يناير                     | فبراير                    | مارس                      | أبريل                     | مايو                      | يونيو                     | يوليو                     | أغسطس                     | سبتمبر                    | أكتوبر                    | نوفمبر                    | ديسمبر                    | المعدل السنوي             |
| ------------------------------------------ | ------------------------- | ------------------------- | ------------------------- | ------------------------- | ------------------------- | ------------------------- | ------------------------- | ------------------------- | ------------------------- | ------------------------- | ------------------------- | ------------------------- | ------------------------- |
| متوسط درجة الحرارة الكبرى °م (°ف)          | −0.4 (31.3)               | −0.4 (31.3)               | 0.2 (32.4)                | 1.9 (35.4)                | 5.3 (41.5)                | 8.9 (48.0)                | 12.0 (53.6)               | 11.7 (53.1)               | 8.8 (47.8)                | 5.2 (41.4)                | 2.3 (36.1)                | 0.5 (32.9)                | 4.7 (40.5)                |
| المتوسط اليومي °م (°ف)                     | −2.4 (27.7)               | −2.4 (27.7)               | −1.5 (29.3)               | 0.4 (32.7)                | 3.6 (38.5)                | 6.7 (44.1)                | 9.7 (49.5)                | 9.7 (49.5)                | 7.2 (45.0)                | 3.6 (38.5)                | 0.6 (33.1)                | −1.4 (29.5)               | 2.8 (37.0)                |
| متوسط درجة الحرارة الصغرى °م (°ف)          | −4.4 (24.1)               | −4.4 (24.1)               | −3.2 (26.2)               | −1.3 (29.7)               | 1.9 (35.4)                | 5.0 (41.0)                | 7.9 (46.2)                | 8.1 (46.6)                | 5.7 (42.3)                | 2.1 (35.8)                | −1.1 (30.0)               | −3.3 (26.1)               | 1.1 (34.0)                |
| الهطول مم (إنش)                            | 88 (3.5)                  | 74 (2.9)                  | 70 (2.8)                  | 61 (2.4)                  | 44 (1.7)                  | 46 (1.8)                  | 49 (1.9)                  | 52 (2.0)                  | 64 (2.5)                  | 89 (3.5)                  | 91 (3.6)                  | 102 (4.0)                 | 830 (32.7)                |
| متوسط أيام هطول الأمطار (≥ 1 mm)           | 17.9                      | 15.6                      | 15.8                      | 14.5                      | 11.3                      | 10.5                      | 10.0                      | 11.0                      | 14.6                      | 19.2                      | 18.0                      | 19.4                      | 177.8                     |
| المصدر: Norwegian Meteorological Institute |                           |                           |                           |                           |                           |                           |                           |                           |                           |                           |                           |                           |                           |